# Balkossa
Balkossa est un village du Cameroun situé dans la région du Nord, le département du Faro, l’arrondissement de Beka, au pied des monts Atlantika, à proximité de la frontière avec le Nigeria. Il fait partie du lamidat de Tchamba.

## Population
Lors du recensement de 2005, le village comptait 1 436 habitants.

## Infrastructures
Balkossa dispose d'un centre de santé intégré (CSI), créé en 1960 par la Société des missions norvégiennes (NMS).